# 조아람
조아람(본명: 조혜연, 2000년 8월 5일 ~ )은 대한민국의 배우이다. 과거 걸 그룹 구구단의 서브보컬, 리드댄서를 맡고 있었으나, 2018년 10월 25일 그룹에서 탈퇴하였다. 연예계 활동을 중단하고 일반인으로 돌아갔다가 2022년 3월 4일부터 배우로 전향한 후 현재까지 활동하고 있다.

## 구구단 활동
조아람(혜연)은 2016년, 걸 그룹 구구단의 구성원으로 데뷔하였으며, 2017년 미나와 함께 구구단의 첫 유닛 그룹인 구구단 오구오구로 활동하였다. 2018년 5월부터 건강 회복을 위하여 활동을 일시적으로 중단하였으나, 같은 해 10월 25일 소속사의 공식입장에서 정식으로 구구단에서 탈퇴했다.

## 학력
- 슬기초등학교 (졸업)
- 양지중학교 (졸업)
- 서울공연예술고등학교 실용음악학과[4] (졸업)
- 서울예술대학교 연기과 (2019학번 / 휴학)

## 음반 목록

### 드라마
- 2022년 tvN 수목 미니시리즈 《살인자의 쇼핑목록》 ... 알바생 역
- 2023년 JTBC 주말 미니시리즈 《닥터 차정숙》 ... 전소라 역
- 2023년 KBS2 단막극 《드라마 스페셜 - 오버랩 나이프, 나이프》 ... 연희 역
- 2024년 tvN 주말 미니시리즈 《감사합니다》 ... 윤서진 역
- 2025년 MBC 금토 미니시리즈 《달까지 가자》 … 김지송 역

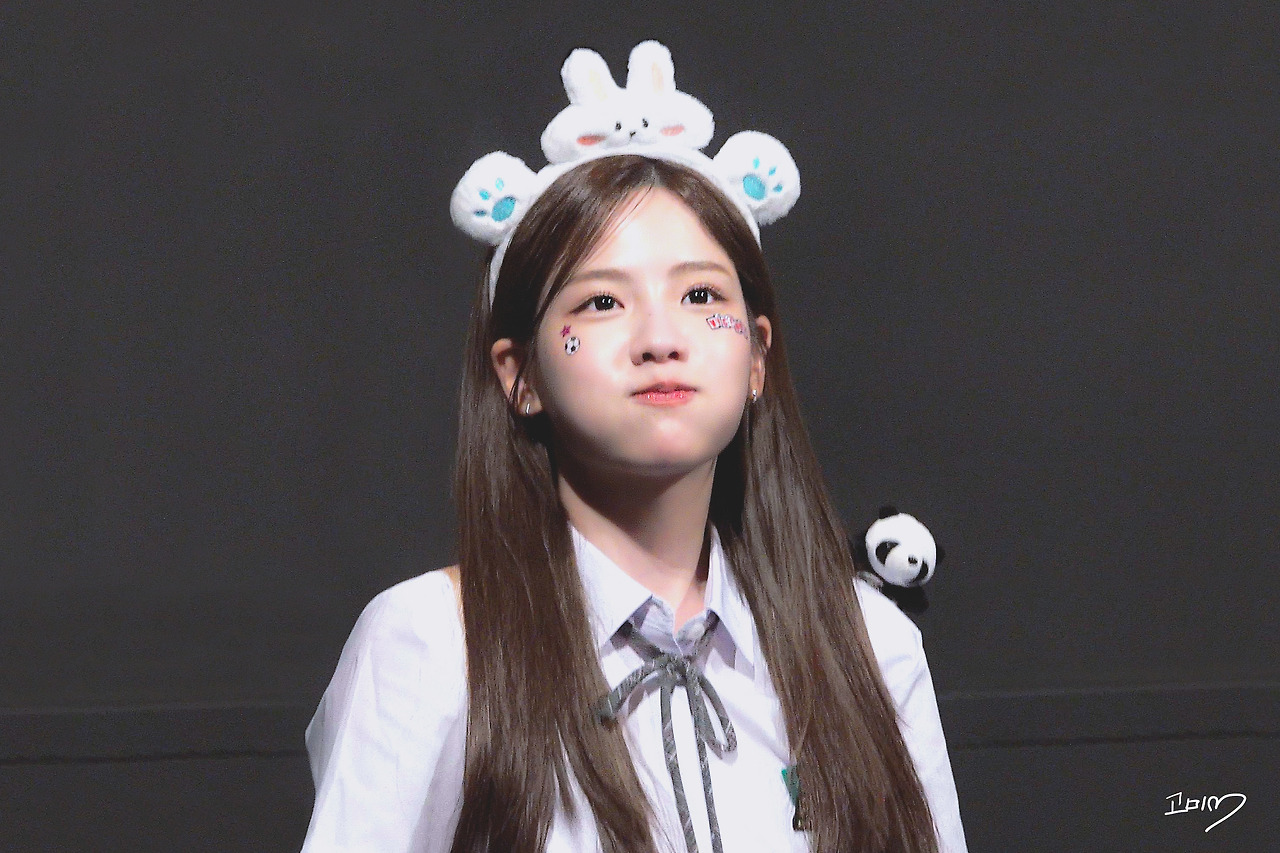
240825 빅토리 무대인사 조아람

### 영화
- 2024년 영화 《빅토리》 ... 세현 역

## 수상 목록
- 2023년 제9회 에이판 스타 어워즈 여자 신인상 《닥터 차정숙》